# الله‌آباد، بلوچستان
الله‌آباد، بلوچستان (به انگلیسی: Allahabad, Balochistan) یک منطقهٔ مسکونی در پاکستان است که در بلوچستان واقع شده‌است.